# Вернер Клатт
Вернер Клатт (нім. Werner Klatt, 21 грудня 1948 — 3 квітня 2022) — східнонімецький академічний веслувальник.
Олімпійський чемпіон 1976 року в складі вісімки.
Чемпіон світу 1970 (розпашні двійки без стернового), 1975 (вісімки) років.
Чемпіон Європи 1971 (розпашні двійки без стернового), 1973 (вісімки) років, бронзовий призер 1969 року в складі розпашної четвірки без стернового.